# Ernst Friedrich von Stockhausen
Ernst Friedrich Christian Borries von Stockhausen (* 18. August 1749 in Imbsen; † 8. Januar 1815 in Hannoversch-Münden) war Obrist-Leutnant in der vereinigten niederländischen Armee und Abgeordneter der Reichsstände des Königreichs Westphalen.

## Leben
Ernst Friedrich wurde als Sohn des Lizenzkommissars und Hauptmanns der Infanterie Ernst Heinrich von Stockhausen (1720–1778) und dessen Gemahlin Sophie von Münchhausen (1730–1752) in Imbsen, einem kleinen Dorf im heutigen Süden Niedersachsens, geboren. Nach Schulausbildung und Studium ging er zum Militär und wurde am 28. November 1765 vom späteren Fürsten Friedrich Karl August von Waldeck zum Fähnrich seines Infanterie-Regiments ernannt. Dieser war Generalleutnant der vereinigten niederländischen Armee, in deren Dienst diese Militäreinheit stand. Ernst Friedrich wurde hier Hauptmann und später Oberstleutnant. Er schied aus dem Militärdienst aus und übernahm die Bewirtschaftung der väterlichen Güter. Vom 2. Juni 1808 bis zum 26. Oktober 1813 in der Franzosenzeit war er als Grundbesitzer im Leine-Departement Abgeordneter der Reichsstände des Königreichs Westphalen. Zugleich war er Mitglied des Wahlkollegiiums im Leine-Departement.
Er verstarb 1815 65-jährig in Hannoversch-Münden.

## Sonstiges
Im Jahre 1792 wurde die evangelisch-lutherische Kirche in Löwenhagen (Gemeinde Niemetal) unter seinem Patronat erbaut.